# 宣光市
宣光市（越南语：／）是越南宣光省的省莅城市。
該地在中越边界附近，曾有重要軍事保壘，在中法戰爭時，中國軍隊曾圍困法國外籍兵團駐守的此地三個月不克。在第一次越戰時，胡志明領導的越南軍與法軍也曾在此作戰。

## 地理
宣光市嵌入安山县，南接山阳县。

## 历史
1991年8月12日，河宣省重新分设为河江省和宣光省，宣光市社成为宣光省莅。
2008年9月3日，安山县安祥社、两旺社、安康社、泰隆社、队艮社划归宣光市社管辖；绮罗社分设为新河坊和绮罗坊，兴城社改制为兴城坊，农进社改制为农进坊。
2009年6月25日，宣光市社被评定为三级城市。
2010年7月2日，宣光市社改制为宣光市。
2019年11月21日，安山县金富社、富林社和新平市镇划归宣光市管辖，富林社部分区域划归金富社管辖，新平市镇和队艮社合并为队艮坊，富林社改制为美林坊，安祥社改制为安祥坊。
2025年6月12日，宣光省和河江省合并成新的宣光省，宣光市随之短暂划归新的宣光省管辖。6月16日，越南国会废除县级政区，宣光市随之废除；美林坊、安山县美凭社和金富社部分区域合并成新的美林坊，绮罗坊、新河坊、潘切坊、明春坊、新光坊、安山县中门社和金富社剩余区域合并成新的明春坊，农进坊、长沱社和安山县太平社部分区域合并成新的农进坊，兴城坊、安祥坊、两旺社、安康社和安山县黄开社合并成新的安祥坊，队艮坊和泰隆社合并成平顺坊，各新坊社均隶属宣光省直接管辖。

## 行政区划
宣光市下辖10坊5社，市人民委员会位于安祥坊。
- 安祥坊（Phường An Tường）
- 队艮坊（Phường Đội Cấn）
- 兴城坊（Phường Hưng Thành）
- 明春坊（Phường Minh Xuân）
- 美林坊（Phường Mỹ Lâm）
- 农进坊（Phường Nông Tiến）
- 潘切坊（Phường Phan Thiết）
- 新河坊（Phường Tân Hà）
- 新光坊（Phường Tân Quang）
- 绮罗坊（Phường Ỷ La）
- 安康社（Xã An Khang）
- 金富社（Xã Kim Phú）
- 两旺社（Xã Lưỡng Vượng）
- 泰隆社（Xã Thái Long）
- 长沱社（Xã Tràng Đà）